# Ale Geert de Vries
Ale Geert de Vries (Kollumerzwaag, 13 november 1980) is een Nederlands voormalig voetbalkeeper .
De Vries speelde voor Friese Boys, alvorens hij als 11-jarig talent bij de jeugd van SC Cambuur terechtkwam. Vanaf 2007 was De Vries de reservekeeper van Cambuur achter Peter van der Vlag. Hij werd in het seizoen 2008/09 verhuurd aan AGOVV Apeldoorn.
Zijn aflopende contract werd door Cambuur aan het eind van het seizoen 2009-2010 niet verlengd. De Vries voetbalde vanaf het seizoen 2010/2011 drie seizoenen voor ONS Sneek. Hij besloot zijn spelersloopbaan in het seizoen 2013/14 bij VV Balk.

## Carrière
| Seizoen | Club               | Wedstrijden | Doelpunten | Competitie     |
| ------- | ------------------ | ----------- | ---------- | -------------- |
| 2001/02 | Cambuur Leeuwarden | 1           | 0          | Eerste Divisie |
| 2002/03 | Cambuur Leeuwarden | 2           | 0          | Eerste Divisie |
| 2003/04 | Cambuur Leeuwarden | 29          | 0          | Eerste Divisie |
| 2004/05 | Cambuur Leeuwarden | 1           | 0          | Eerste Divisie |
| 2005/06 | Cambuur Leeuwarden | 0           | 0          | Eerste Divisie |
| 2006/07 | Cambuur Leeuwarden | 11          | 0          | Eerste Divisie |
| 2007/08 | Cambuur Leeuwarden | 0           | 0          | Eerste Divisie |
| 2008/09 | AGOVV Apeldoorn    | 8           | 0          | Eerste Divisie |
| Totaal  |                    | 52          | 0          |                |